# デンナーシステムズ
株式会社デンナーシステムズ（DENNER systems）は、東京都港区に本社を構える芸能プロダクション。

## 概要
1999年（平成11年）設立。元・松竹芸能社員で笑福亭鶴瓶のマネージャーであった千佐隆智が社長を務めており、主に笑福亭鶴瓶のマネジメントを行っている。

## 主な所属タレント
※ グループ会社の所属タレントについては後述。
- 笑福亭鶴瓶

かつての所属タレント
- ゴー☆ジャス
- 杉山えいじ（移籍後スギちゃんに改名）
- 重政豊
- 川口大輔
- 野崎恵
- 新井利佳

## グループ会社
デンナーシステムズ、ステッカーの芸能プロダクション2社でグループを構成している（本社の住所も全て同じ）。

### ステッカー
株式会社ステッカー（Sticker Inc.）は、日本の芸能プロダクション。
概要
元々は、「きらきらアフロ」で鶴瓶と共演している松嶋尚美（元・オセロ）の個人事務所として設立された。元・松竹芸能東京支社長であった難波規精（2019年（令和元年）10月28日死去）が代表取締役兼松嶋のマネージャーを務めていたが、現在は複数のタレントのマネジメントを行っており、鶴瓶の長男である駿河太郎が所属している。
鶴瓶、松嶋の2人は元々松竹芸能に所属していた。
現在の所属タレント
- 桂二葉[3]
- 駿河太郎
- 大蔵基誠
- 小橋川建
- 小野翔平
- 佐久間祥朗
- 小林涼子
- 森田想
- 横内亜弓
- 秋月三佳
- 坂東希
- 永瀬未留
- 祷キララ
- 吉田凜音
- 角心菜
- 蒼乃珊瑚

かつての所属タレント
- 松嶋尚美（元オセロ）(2025年8月、株式会社ボンドに移籍)